# Versigny (Oise)
Pour les articles homonymes, voir Versigny.
Versigny est une commune française située dans le département de l'Oise, en région Hauts-de-France. Le hameau de Droizelles appartient également à la commune.

## Géographie
Versigny est un village situé dans le département de l'Oise en Picardie qui s'étend sur 1 450 hectares et qui compte 368 habitants en 2007, soit 25 habitants par km2. Il est traversé par la Nonette. La commune est proche du parc naturel régional Oise-Pays de France à 3 km.
La grande ville la plus proche est Senlis à 14 km ; les villages limitrophes de la commune sont Baron, Montagny-Sainte-Félicité et Rosières.
| Baron                    | Baron                    | Rosières             |
| Baron                    | Versigny                 | Rosières             |
| Montagny-Sainte-Félicité | Montagny-Sainte-Félicité | Nanteuil-le-Haudouin |

### Hydrographie

#### Réseau hydrographique
La commune est située dans le bassin Seine-Normandie. Elle est drainée par la Nonette, le ru Marquant et le ruisseau de Coulery,,.
La Nonette, d'une longueur de 40 km, prend sa source dans la commune de Nanteuil-le-Haudouin et se jette  dans l'Oise à Saint-Leu-d'Esserent, après avoir traversé 14 communes. 

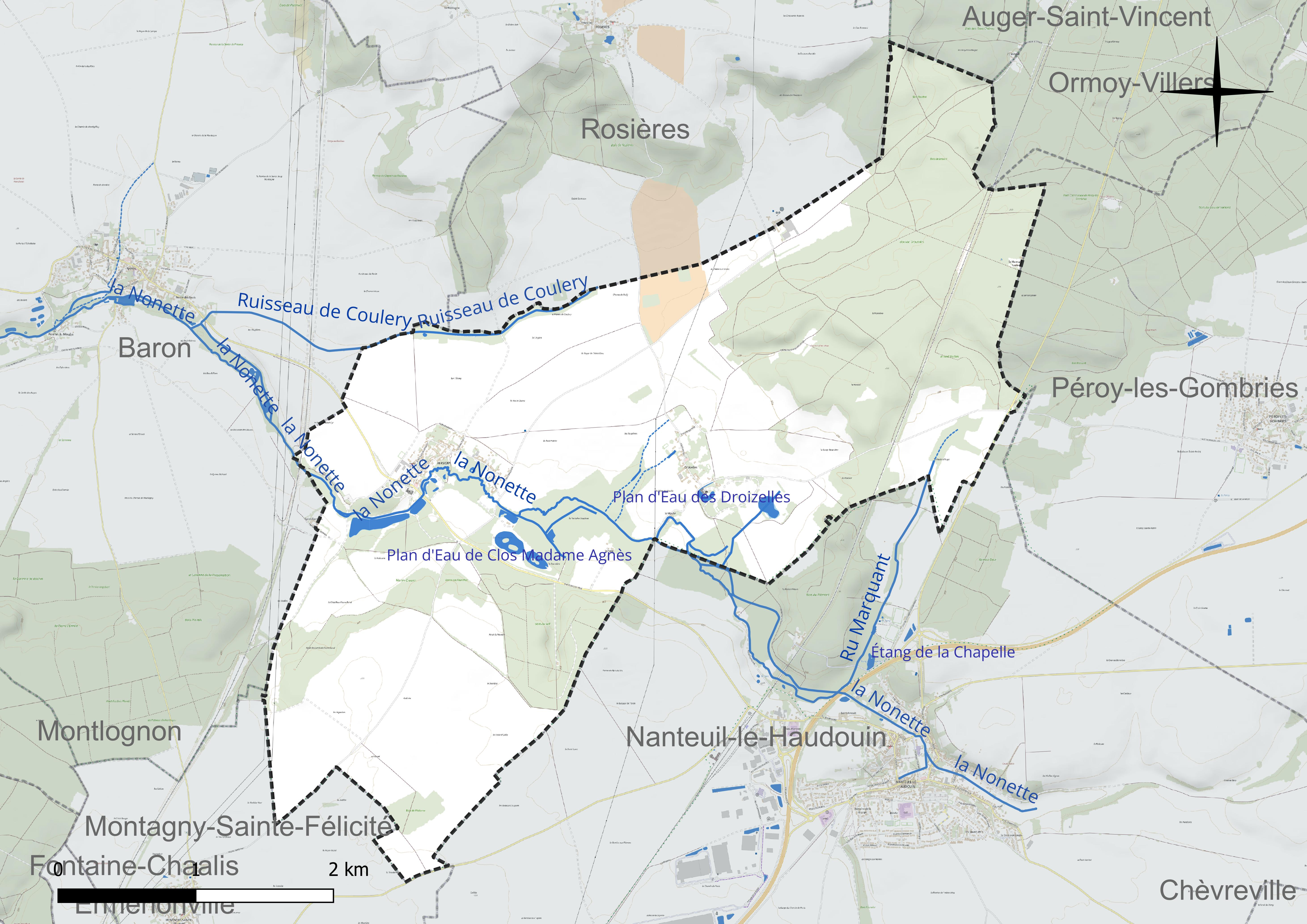
Réseau hydrographique de Versigny.

Deux plans d'eau complètent le réseau hydrographique : le plan d'eau de Clos Madame Agnès (2,1 ha) et le plan d'eau des Droizelles (1,6 ha),.

#### Gestion et qualité des eaux
Le territoire communal est couvert par le schéma d'aménagement et de gestion des eaux (SAGE) « Sensée ». Ce document de planification concerne un territoire de 287 km2 de superficie, délimité par le bassin versant de l'Automne. Le périmètre a été arrêté le 28 mai 1996 et le SAGE proprement dit a été approuvé le 16 décembre 2003 puis révisé le 10 mars 2016. La structure porteuse de l'élaboration et de la mise en œuvre est le syndicat d'aménagement et de gestion des eaux du Bassin Automne (S.A.G.E.B.A). 
La qualité des cours d'eau peut être consultée sur un site dédié géré par les agences de l'eau et l'Agence française pour la biodiversité. 

### Climat
Pour des articles plus généraux, voir Climat des Hauts-de-France et Climat de l'Oise.
En 2010, le climat de la commune est de type climat océanique dégradé des plaines du Centre et du Nord, selon une étude du CNRS s'appuyant sur une série de données couvrant la période 1971-2000. En 2020, Météo-France publie une typologie des climats de la France métropolitaine dans laquelle la commune est exposée à un climat océanique altéré et est dans la région climatique  Nord-est du bassin Parisien, caractérisée par un ensoleillement médiocre, une pluviométrie moyenne régulièrement répartie au cours de l'année et un hiver froid (3 °C). 
Pour la période 1971-2000, la température annuelle moyenne est de 10,8 °C, avec une amplitude thermique annuelle de 15,1 °C. Le cumul annuel moyen de précipitations est de 709 mm, avec 10,9 jours de précipitations en janvier et 8,2 jours en juillet. Pour la période 1991-2020, la température moyenne annuelle observée sur la station météorologique la plus proche, située sur la commune du Plessis-Belleville à 7 km à vol d'oiseau, est de 11,4 °C et le cumul annuel moyen de précipitations est de 661,7 mm,. Pour l'avenir, les paramètres climatiques de la commune estimés pour 2050 selon différents scénarios d'émission de gaz à effet de serre sont consultables sur un site dédié publié par Météo-France en novembre 2022.

## Urbanisme

### Typologie
Au 1er janvier 2024, Versigny est catégorisée commune rurale à habitat dispersé, selon la nouvelle grille communale de densité à sept niveaux définie par l'Insee en 2022.
Elle est située hors unité urbaine. Par ailleurs la commune fait partie de l'aire d'attraction de Paris, dont elle est une commune de la couronne,. Cette aire regroupe 1 929 communes,.

### Occupation des sols
L'occupation des sols de la commune, telle qu'elle ressort de la base de données européenne d'occupation biophysique des sols Corine Land Cover (CLC), est marquée par l'importance des territoires agricoles (57,9 % en 2018), une proportion identique à celle de 1990 (57,9 %). La répartition détaillée en 2018 est la suivante : 
terres arables (53 %), forêts (39,9 %), prairies (3,2 %), zones urbanisées (1,7 %), zones agricoles hétérogènes (1,7 %), zones industrielles ou commerciales et réseaux de communication (0,4 %). L'évolution de l'occupation des sols de la commune et de ses infrastructures peut être observée sur les différentes représentations cartographiques du territoire : la carte de Cassini (XVIIIe siècle), la carte d'état-major (1820-1866) et les cartes ou photos aériennes de l'IGN pour la période actuelle (1950 à aujourd'hui).

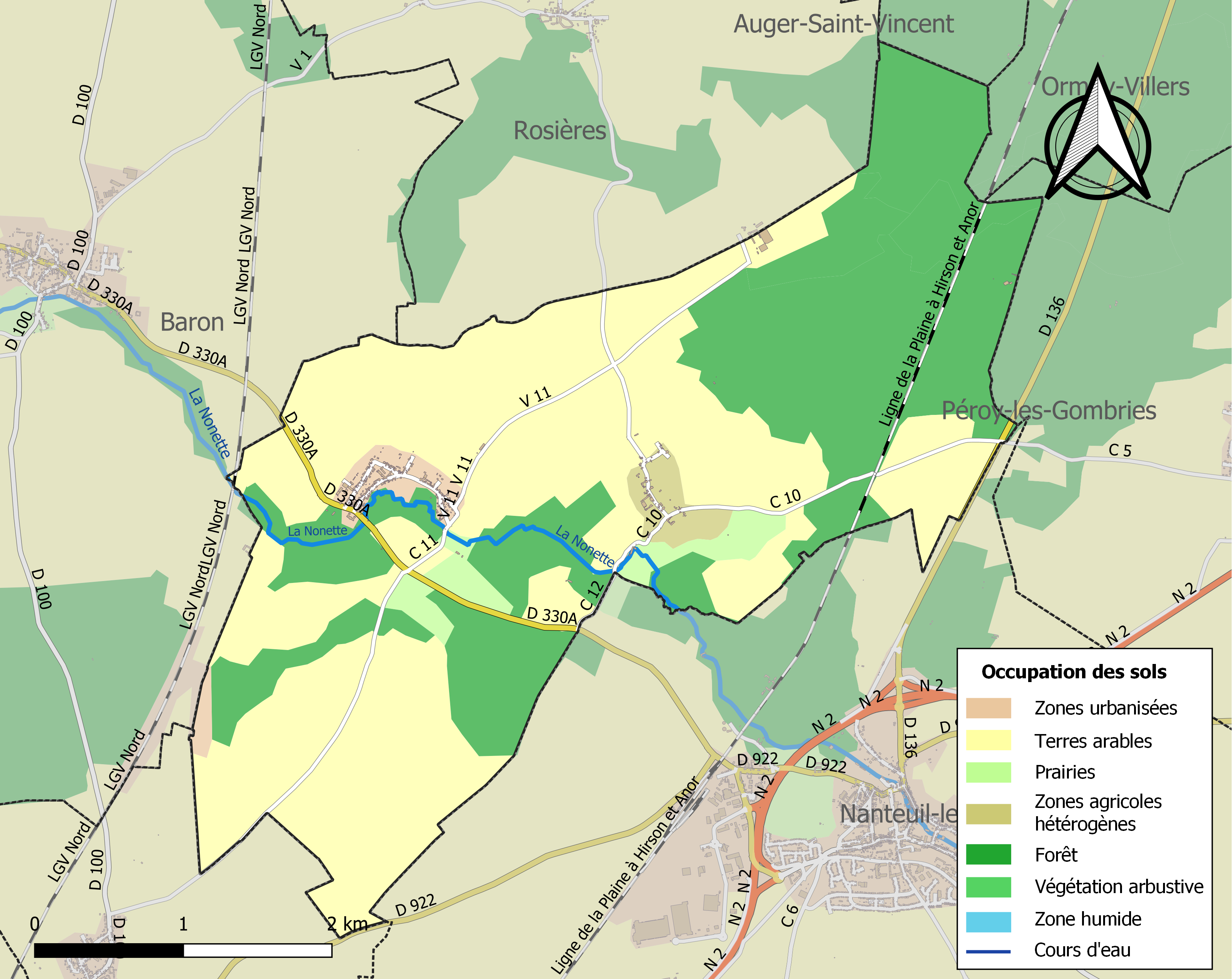
Carte des infrastructures et de l'occupation des sols de la commune en 2018 (CLC).

### Voies de communication et transports
La commune est desservie, en 2023, par les lignes 636, 6214, 6401 et 6442 du réseau interurbain de l'Oise.

## Toponymie
La commune a porté le nom de Verciniacum en 987 (Ernest Nègre) ; de Verciniaco (1060) ; apud Versenniacum (1061) ; Verecigniacus (1211) ; Vercegni (1211) ; de Verceigniaco (1258) ; de Vercenis (XIIIe) ; Versengny (1317) ; Versigny (1340) ; Sanctus Martinus de Verceigniaco (XVe).

De Vercinius + acum (E. Nègre).

## Histoire

### Protohistoire et Antiquité
À ce jour, aucune opération archéologique n'a eu lieu sur le territoire de la commune. Néanmoins, les fouilles menées sur des terrains limitrophes situés sur la commune de Baron à l'occasion de la construction de la LGV Nord, ont livré des traces d'occupation gauloise, antique et du Haut Moyen Âge.

### Le Moyen Âge et l'Ancien Régime
La première mention de Versigny remonte à l'année 1061 et concerne un moulin qui appartenait à la collégiale Saint-Adrien de Béthisy-Saint-Pierre. L'histoire médiévale du village est peu connue. Il est possible qu'il fasse partie du domaine royal jusqu'à ce que la famille de Laon en soit investie au XIIIe siècle.
En 1401, Péronelle de Laon vend la seigneurie à Henri de Marle, futur Chancelier de France. Ses descendants, qui prennent à la fin du XVIe siècle le nom de famille Hector de Marle, restent seigneurs du village jusqu'à la fin du XVIIe siècle. Ils occupent des fonctions importantes au Parlement et la Ville de Paris. Par exemple Guillaume de Marle est prévôt des marchands de 1560 à 1564, Christophe Hector de Marle président de la Chambre des Comptes en 1631 et son fils Bernard Hector de Marle Intendant d'Alençon puis de Riom entre 1666 et 1682.
À la fin du XVIIe siècle, le château présentait un aspect bien différent de son état actuel avec une cour fermée, un logis asymétrique et une basse-cour au sud-est. Une ferme, dite du "Petit Hôtel", le jouxtait au nord-ouest. Elle se situait à l'emplacement du château médiéval et son pigeonnier est encore présent. Son ancienne tour d'entrée surnommée « le donjon » s'est effondrée à la fin des années 1950.
Le parc à la française, inscrit à l'inventaire supplémentaire des Monuments Historiques, est élaboré entre le XVIe et le XVIIIe siècle. Il a souvent été attribué à André Le Nôtre bien qu'aucune source historique ne vienne l'attester. D'autres traditions comme la construction d'un château par Louis d'Orléans, sa démolition par le cardinal de Richelieu ou les visites de Charles de Chauve et de Jacques-Bénigne Bossuet, ne sont pas non plus fondées et sont certainement dues à une confusion avec la commune homonyme de l'Aisne.

### De la Révolution jusqu'à la Première Guerre mondiale
Pendant la Révolution, les pierres tombales présentes dans l'église Saint-Martin sont dégradées. Le château reste possession d'Antoinette Marguerite Lhoste de Beaulieu qui en avait l'usufruit depuis la mort de son mari Simon Berthelot en 1782. Elle meurt en 1801, transmettant le château à son frère Claude Léonor. L'édifice appartient toujours aux descendants de ce dernier.
En 1826, le village de Droizelles est rattaché à la commune de Versigny.  
C'est dans les années 1830-1840 que le château prend son aspect actuel, à la suite des travaux menés par Jean Baptiste Isidore et Aglaé Louise Léonore de Junquières. Les armoiries des Junquières ornent l'aile sud du château, tandis que l'aile nord arbore celles de Marie Louise Bénédicte de Rouffiac, mère d'Aglaé et veuve de Claude Léonor. Aglaé de Junquières fait également restaurer l'église Saint-Martin où avaient eu lieu son baptême et son mariage.
En 1856, sa petite-fille Claire Louise Beynaguet de Pennautier épouse Guy Gabriel Henri Coëtnempren, comte de Kersaint, petit-fils du contre-amiral Guy Pierre de Kersaint. Le château est resté dans la famille Kersaint depuis.

### Depuis la Première Guerre mondiale
Au début de la Première Guerre mondiale, la bataille de l'Ourcq prit son origine à Versigny avec l'arrivée de cinq Uhlans, le 1er septembre 1914. Ces derniers se sont postés à la porte du parc, ordonnant à la population de ne pas quitter le village. Ils cassent toutes les bicyclettes qu'ils trouvent et coupent les pneus.
Dans la dernière phase décisive de la guerre, à l'été 1918, le général Mangin établit son quartier général au château de Versigny. C'est ici que la  seconde bataille de la Marne est préparée et que la base de la victoire contre les Allemands est donc posée. Mangin décrit Vesigny dans les lettres à son épouse ; elles font l'objet d'un recueil publié en 1950. Enfin, le 16 octobre 1918 eut lieu la Conférence de Versigny, lors de laquelle fut décidé d'engager la 10e armée française à l'attaque des Allemands.
Pendant la Seconde Guerre mondiale, Versigny joua un rôle important dans la Résistance du sud de l'Oise et du nord de la Seine-et-Marne. Pendant sa deuxième mission en France, l'agent secret Marcel Fox créa le réseau Publican le 14 avril 1943, actif dans le secteur, jusqu'à Meaux. Publican était subordonné au réseau Buckmaster, selon le nom du colonel britannique Maurice Buckmaster, appartenant au Secret Intelligence Service. Ce vaste réseau regroupait au total vingt réseaux de résistance en France. Ces derniers avaient comme mission de : 
- rapatrier en Angleterre les pilotes britanniques abattus par la DCA allemande ou la Luftwaffe ;
- parachuter les officiers britanniques qui faisaient la liaison avec les groupes de résistance ;
- envoyer armes et munitions pour désorganiser les voies de transport, en particulier les transports ferroviaires.

Sur place, le réseau Publican, animé par Jacques de Kersaint, disposait d'un centre radio dans le bois des Vignettes. Mais fin octobre 1943, le réseau fut découvert et démantelé, et Jacques de Kersaint fut arrêté le 2 novembre 1943. Parallèlement, la Luftwaffe avait créé un terrain d'aviation dans la plaine dite du « Grand Condé » à quelques kilomètres au sud de Versigny : les Allemands réquisitionnèrent le château pour y loger leurs pilotes et mécaniciens. Le château n'en reste pas indemne. L'année suivante, une brigade SS saccage tout le domaine et le château par mesure de représailles contre l'engagement dans la Résistance du comte Jacques de Kersaint.
Versigny est enfin libéré en août 1944 par des troupes américaines. En 1945, un régiment antillais de la première armée française s'installe dans la propriété. Une nouvelle fois, les dégâts sont considérables. Quand Jacques de Kersaint est de retour de déportation début mai 1945, l'état du château est si mauvais qu'il ne peut pas s'y installer. Il loge donc avec sa famille dans la ferme du Grand Hôtel. En dépit de ces considérables dommages de guerre et de l'engagement du comte de Kersaint dans la Résistance, les pouvoirs publics n'ont pas financé la remise en état au titre des dommages de guerre. Cependant, Jacques de Kersaint ne tarde pas à lancer les travaux de rénovation en profondeur, qui seront poursuivis par son fils et son petit-fils et prendront soixante ans.

## Politique et administration
| Période                                  | Période  | Identité               | Étiquette | Qualité |
| ---------------------------------------- | -------- | ---------------------- | --------- | --- |
| Les données manquantes sont à compléter. |          |                        |           | |
| mars 2001                                | En cours | Guy-Pierre de Kersaint |           | Cadre bancaire Délégué départemental de La Demeure historique Vice-président de la CCPV Réélu pour le mandat 2014-2020 |

## Population et société

### Démographie

#### Évolution démographique
L'évolution du nombre d'habitants est connue à travers les recensements de la population effectués dans la commune depuis 1793. Pour les communes de moins de 10 000 habitants, une enquête de recensement portant sur toute la population est réalisée tous les cinq ans, les populations de référence des années intermédiaires étant quant à elles estimées par interpolation ou extrapolation. Pour la commune, le premier recensement exhaustif entrant dans le cadre du nouveau dispositif a été réalisé en 2005.

En 2022, la commune comptait 348 habitants, en évolution de −7,2 % par rapport à 2016 (Oise : +0,87 %, France hors Mayotte : +2,11 %).
| 1793 | 1800 | 1806 | 1821 | 1831 | 1836 | 1841 | 1846 | 1851 |
| ---- | ---- | ---- | ---- | ---- | ---- | ---- | ---- | ---- |
| 291  | 265  | 285  | 265  | 449  | 443  | 437  | 452  | 448  |

| 1856 | 1861 | 1866 | 1872 | 1876 | 1881 | 1886 | 1891 | 1896 |
| ---- | ---- | ---- | ---- | ---- | ---- | ---- | ---- | ---- |
| 408  | 411  | 422  | 395  | 418  | 447  | 436  | 377  | 350  |

| 1901 | 1906 | 1911 | 1921 | 1926 | 1931 | 1936 | 1946 | 1954 |
| ---- | ---- | ---- | ---- | ---- | ---- | ---- | ---- | ---- |
| 331  | 335  | 354  | 371  | 387  | 387  | 411  | 525  | 396  |

| 1962 | 1968 | 1975 | 1982 | 1990 | 1999 | 2005 | 2006 | 2010 |
| ---- | ---- | ---- | ---- | ---- | ---- | ---- | ---- | ---- |
| 400  | 348  | 300  | 322  | 339  | 365  | 366  | 363  | 395  |

| 2015 | 2020 | 2022 | - | - | - | - | - | - |
| ---- | ---- | ---- | - | - | - | - | - | - |
| 378  | 350  | 348  | - | - | - | - | - | - |

#### Pyramide des âges
La population de la commune est relativement jeune.
En 2018, le taux de personnes d'un âge inférieur à 30 ans s'élève à 32,6 %, soit en dessous de la moyenne départementale (37,3 %). À l'inverse, le taux de personnes d'âge supérieur à 60 ans est de 22,0 % la même année, alors qu'il est de 22,8 % au niveau départemental.
En 2018, la commune comptait 188 hommes pour 182 femmes, soit un taux de 50,81 % d'hommes, légèrement supérieur au taux départemental (48,89 %).
Les pyramides des âges de la commune et du département s'établissent comme suit.
| Hommes | Classe d’âge | Femmes |
| ------ | ------------ | ------ |
| 0,6    | 90 ou +      | 0,0    |
| 3,9    | 75-89 ans    | 7,0    |
| 17,4   | 60-74 ans    | 15,1   |
| 29,8   | 45-59 ans    | 27,9   |
| 16,9   | 30-44 ans    | 16,3   |
| 12,4   | 15-29 ans    | 12,8   |
| 19,1   | 0-14 ans     | 20,9   |

| Hommes | Classe d’âge | Femmes |
| ------ | ------------ | ------ |
| 0,5    | 90 ou +      | 1,4    |
| 5,5    | 75-89 ans    | 7,6    |
| 15,6   | 60-74 ans    | 16,3   |
| 20,8   | 45-59 ans    | 20     |
| 19,4   | 30-44 ans    | 19,4   |
| 17,6   | 15-29 ans    | 16,2   |
| 20,6   | 0-14 ans     | 19,1   |

## Culture locale et patrimoine

### Lieux et monuments

#### Monuments historiques

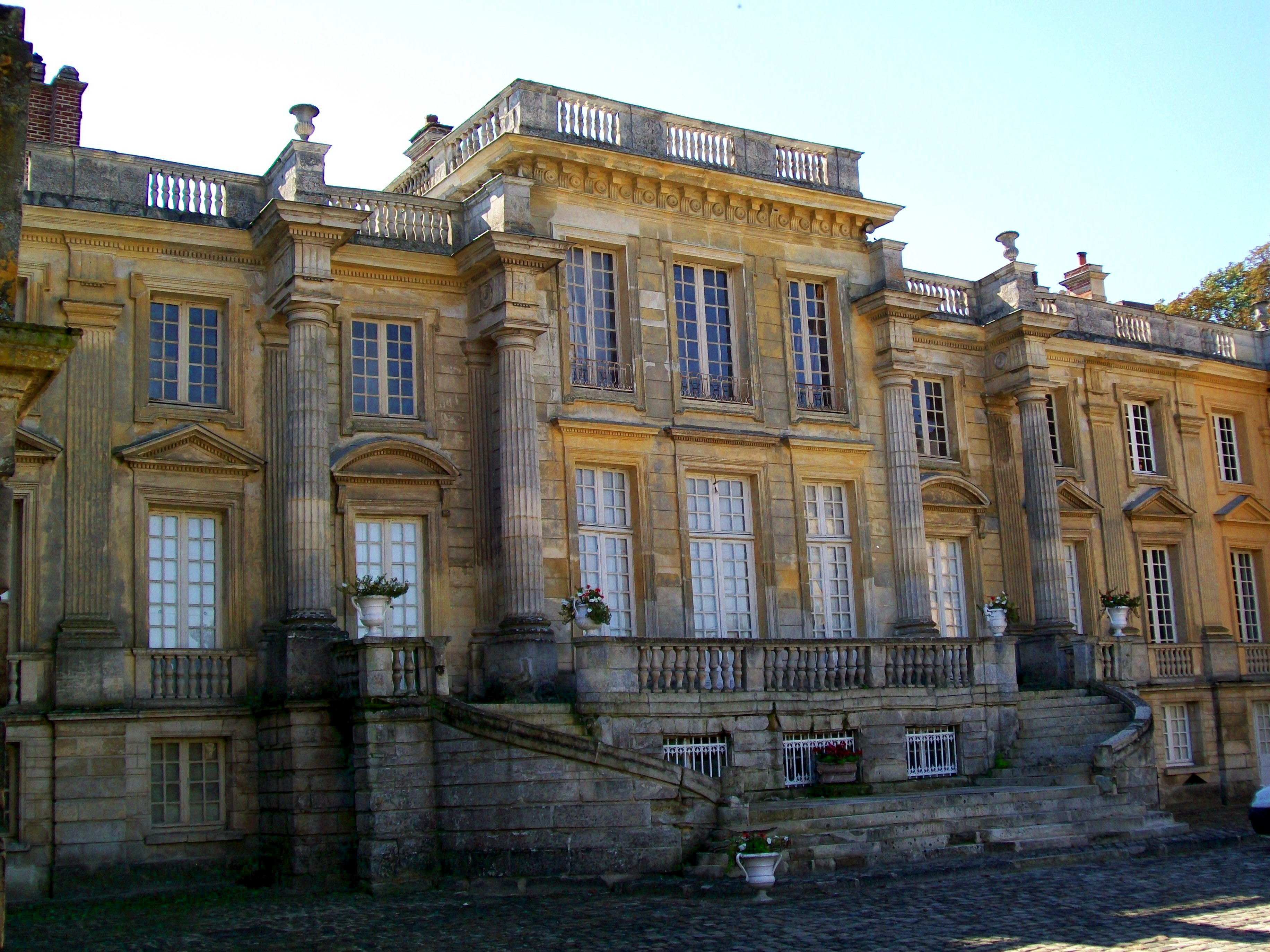
Détail de la façade nord du château donnant sur la cour d'honneur.
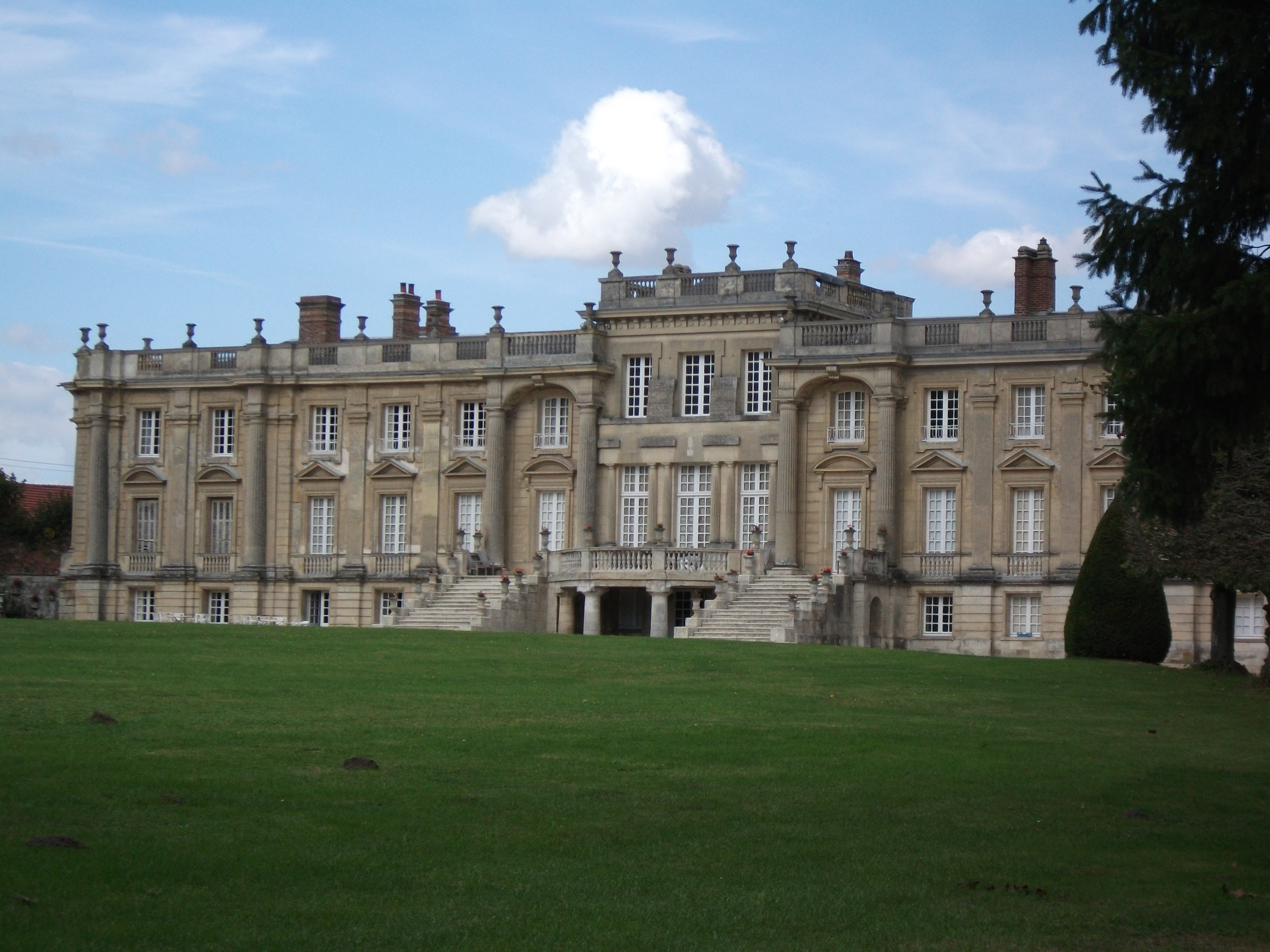
La façade sud du château, côté parc.
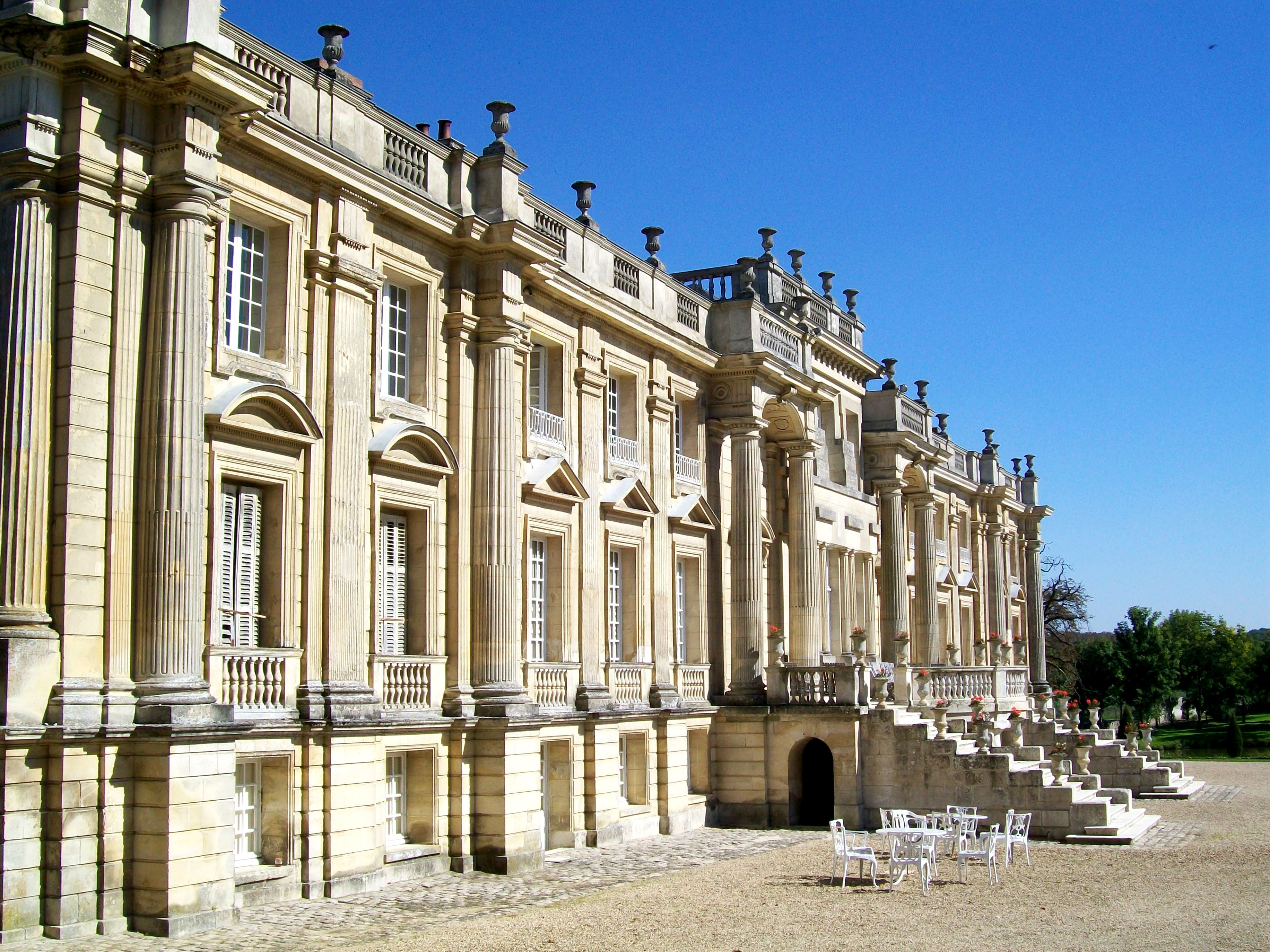
Autre vue du château depuis le parc.
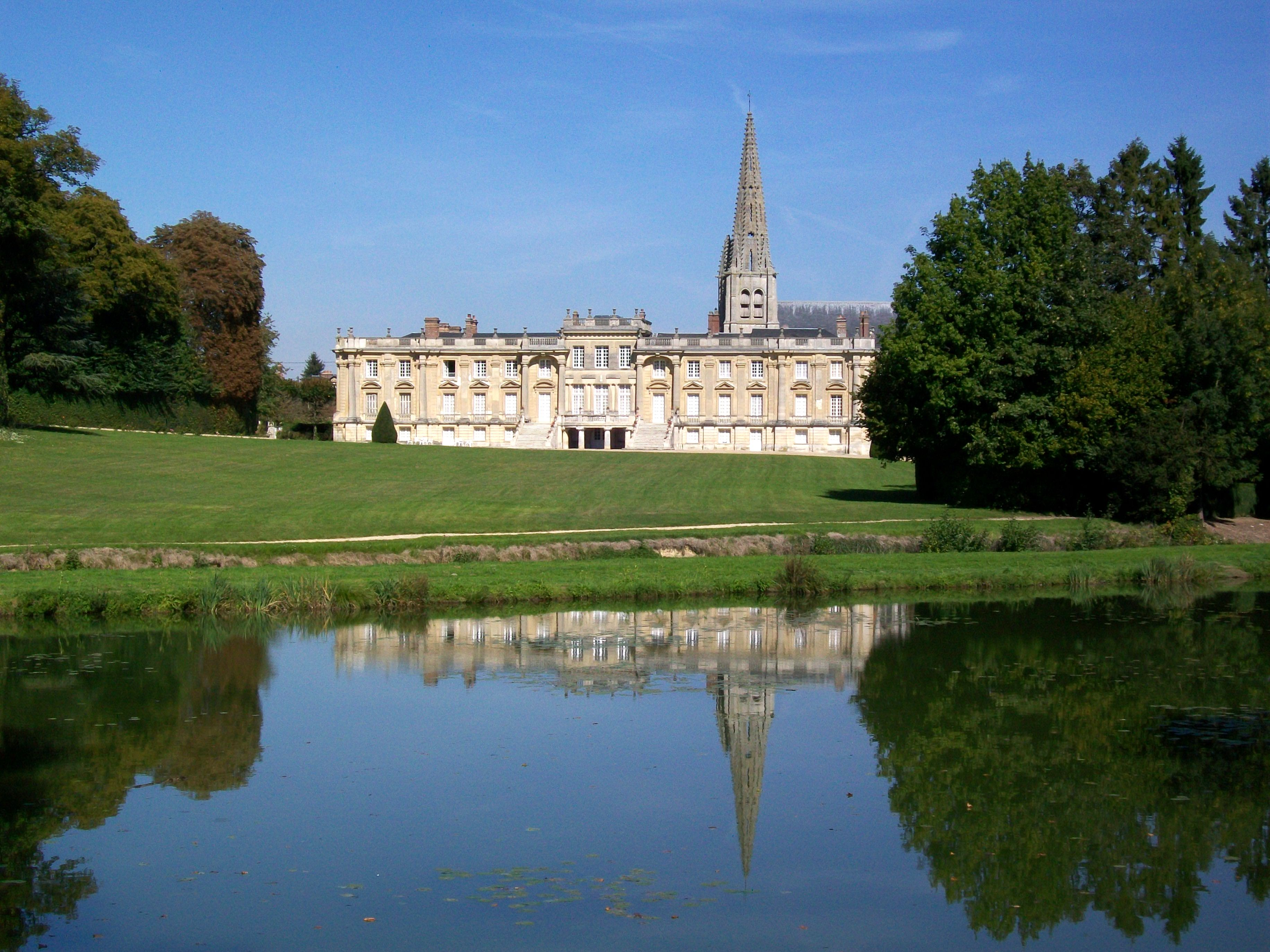
Reflets du château et l'église dans le grand canal du parc attribué à Le Nôtre.
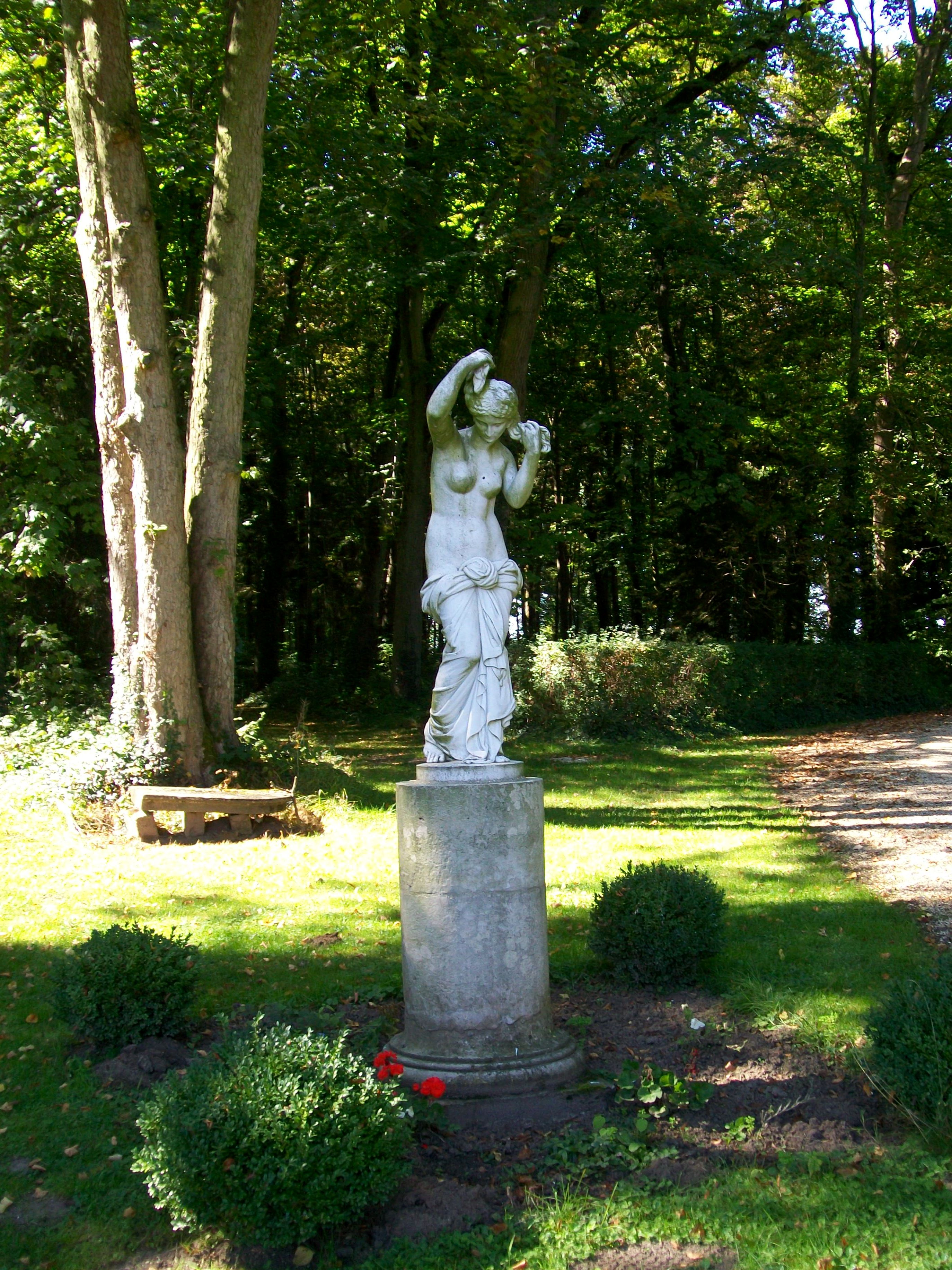
La statue « Ève » en marbre de Carrare, inspirée d'une œuvre antique.

Versigny compte quatre monuments historiques sur son territoire.
- L'église Saint-Martin, se situe à l'extrémité est du village, sur la route de Nanteuil-le-Haudouin (classée monument historique par arrêté du 5 juin 1907[31]) : Son sobre clocher de la fin du XVe siècle porte une haute et élégante flèche ajourée de la même époque, dont le style évoque le XIIIe siècle. Le reste de l'église date pour l'essentiel du second quart du XVIe siècle, et est d'une architecture gothique flamboyante très soignée. Malgré sa faible profondeur, le vaisseau central est large et élancé, et les piliers sont particulièrement fins. Une abside à pans coupés suit aux trois travées droites, qui sont accompagnées de bas-côtés se terminant par un chevet plat. La dernière travée du bas-côté sud est décorée d'arcatures trilobées à l'extérieur, et d'une voûte enrichie de quatre clés secondaires délimitant un rectangle. Un portail bouché au sud et le remarquable retable de pierre datent de 1561, et sont de style Renaissance. Le portail occidental, d'un style Renaissance tardif, a été réalisé après coup[32].
- Le château de Versigny (inscrit Monument Historique)[33] : Il est situé au sud-est de l'emplacement de l'ancien château médiéval. Le plus ancien plan du château montre qu'à la fin du XVIIe siècle, il possédait une cour fermée avec un pavillon d'entrée donnant sur la route, un logis en fond de cour et deux ailes asymétriques. Le château possédait en outre une basse-cour située au sud-est. Une ferme, dite du "Petit Hôtel", se trouvait à l'emplacement du château médiéval et son pigeonnier est encore présent. L'ancienne tour-porche de la ferme, surnommée « le donjon », s'est effondrée à la fin des années 1950. Dans les années 1830-1840, Aglaé Louise Léonore et Jean Baptiste Isidore de Junquières transforment le château pour lui donner son aspect actuel. La ferme du Petit Hôtel et la basse-cour disparaissent à l'exception du pigeonnier et de la tour-porche. Les ailes sont démolies et remplacées par deux ailes perpendiculaires au logis. Enfin, les façades sont décorées dans un style néo-classique très inspiré des travaux d'Ange-Jacques Gabriel. Cependant, quelques corniches et belvédères sont supprimés au début du XXe siècle. Un grand programme de rénovation est réalisé depuis la Seconde Guerre mondiale. Il est inscrit à l'inventaire supplémentaire des Monuments Historiques depuis le 5 avril 1930[21]. Des visites guidées sont organisées de juin à septembre pour les visiteurs individuels et toute l'année sur réservations pour les groupes[34].
- Le parc du château (inscrit monument historique par arrêté du 27 juillet 2009[35]) : Il se compose d'un beau et vaste jardin à la française, ainsi que d'un jardin à l'anglaise à l'est. Sa superficie était d'une centaine d'hectares, se décomposant en un grand et un petit parc, proches du château (22 ha), avec une grande allée est-ouest longue d'un kilomètre. Les essences plantées sont des frênes, hêtres, marronniers, noyers, tilleuls et sycomores. Du jardin à la française ne reste aujourd'hui que la majesté des arbres et l'harmonie du ciel qui pointe à travers les percées, avec la grande pelouse devant le château et les fondations du bassin à proximité de l'étang. D'autres vestiges sont constitués pas les quatre statues (Ève, Flore, le bonhomme hiver et Paris) ainsi que la glacière, la grotte et la cascade. Entretenu encore par une dizaine de jardiniers au début du XXe siècle, le parc resta longtemps à l'abandon par la suite. Sa rénovation est entamée dans les années 1980, mais a été malheureusement perturbée par les grosses tempêtes de 1987, 1993 et 1999 qui ont arraché de nombreux arbres. Le parc reçoit en 2003 le prix du Jardinier pour le département de l'Oise. En juin, juillet et septembre, le parc est ouvert à la visite tous les jours de 13 à 19 heures, l'entrée étant gratuite[34]. La promenade au parc permet également d'apprécier la façade sud du château, non visible depuis le domaine public.
- Le calvaire de Droizelles, hameau de Versigny (classé monument historique par arrêté du 19 juin 1931[36])

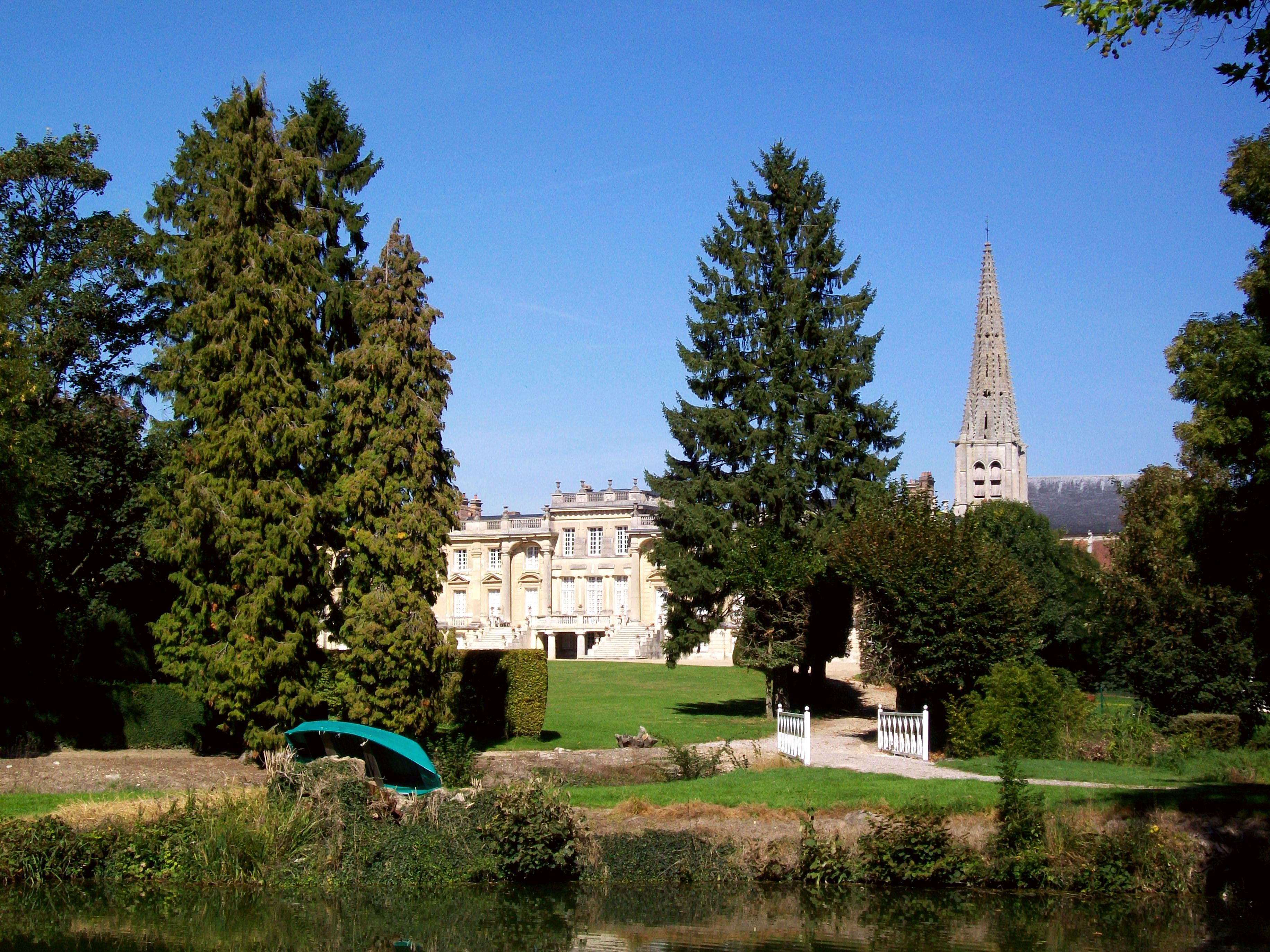
Jardin anglais avec l'ancien vivier ; vue sur le château et l'église Saint-Martin.
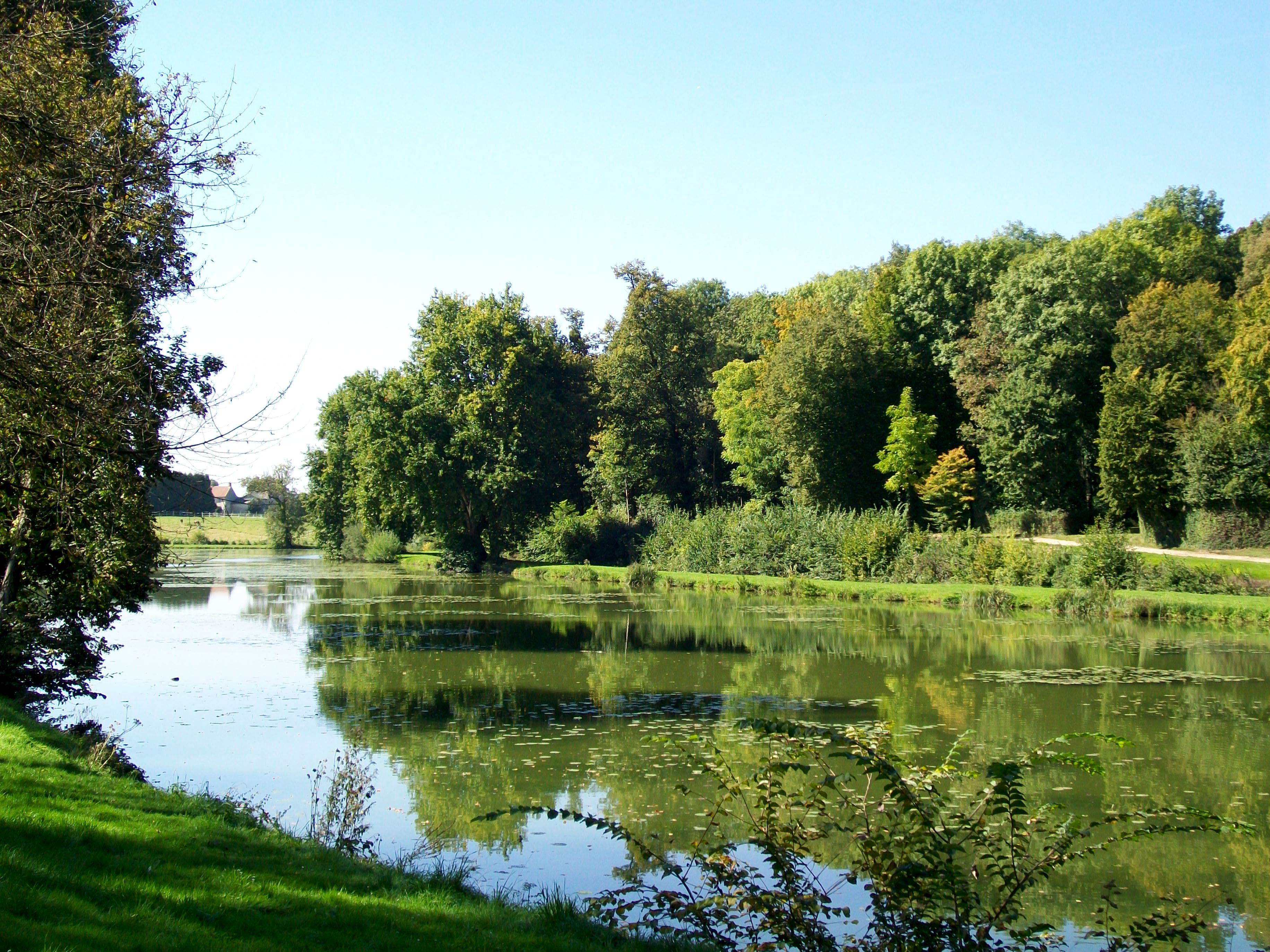
Le grand étang dans le parc du château, qui ne fait plus penser à un jardin régulier dans ce secteur.
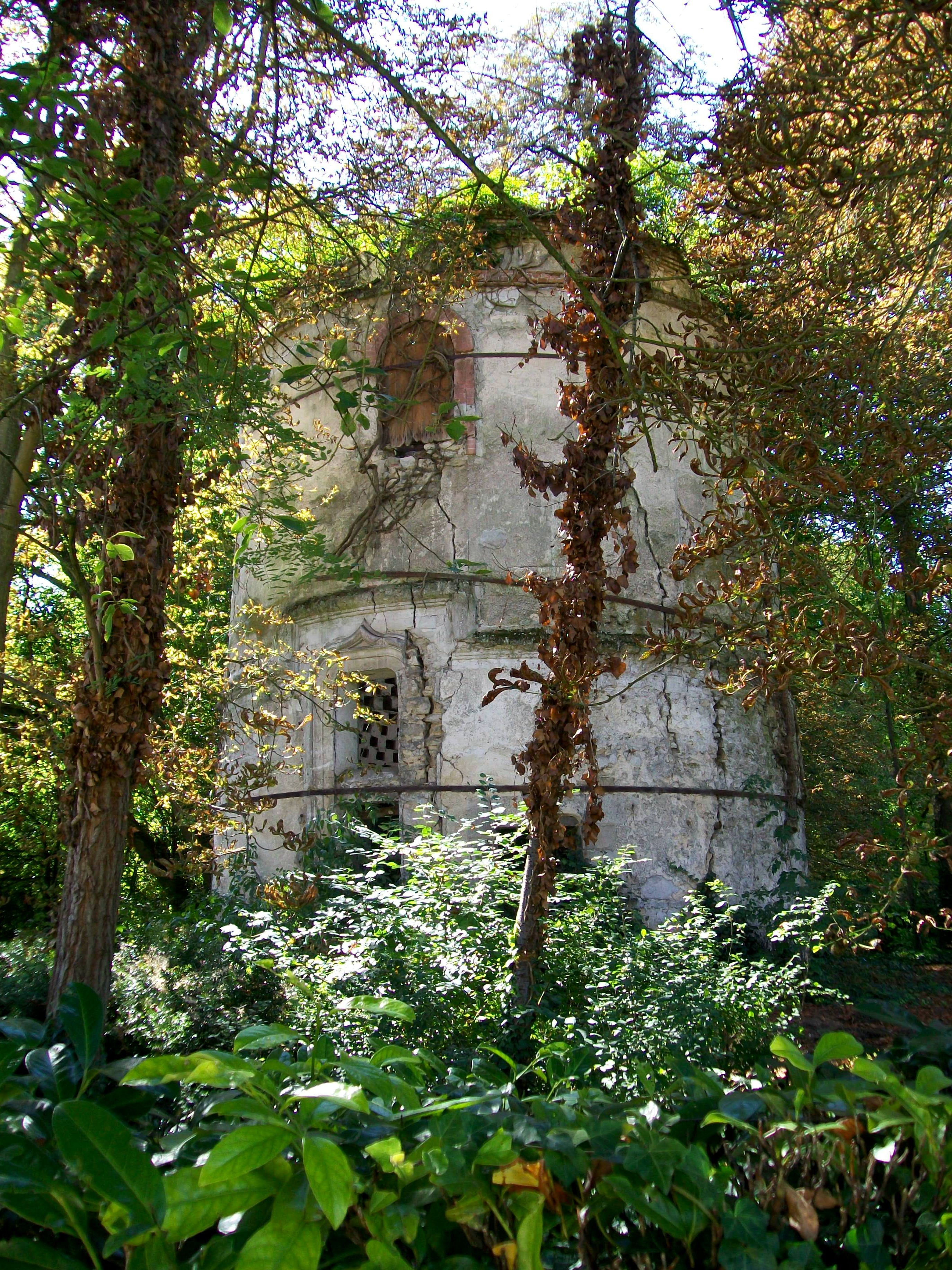
Le colombier, dernier vestige du château médiéval détruit en 1635. Son état est devenu inquiétant.
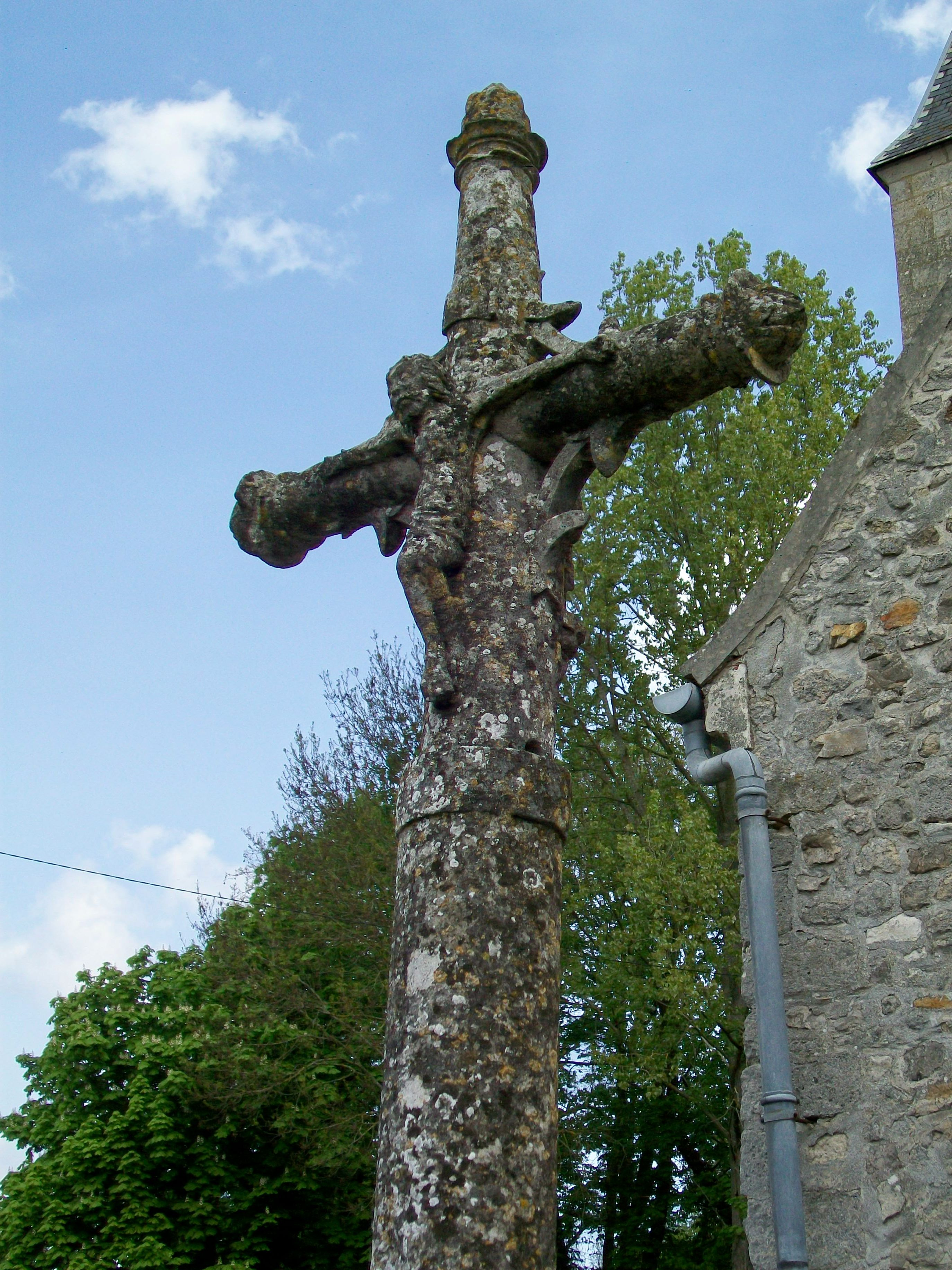
Le calvaire sur le cimetière de Droizelles, hameau de Versigny (Oise). Il est classé Monuments historiques depuis 1931.
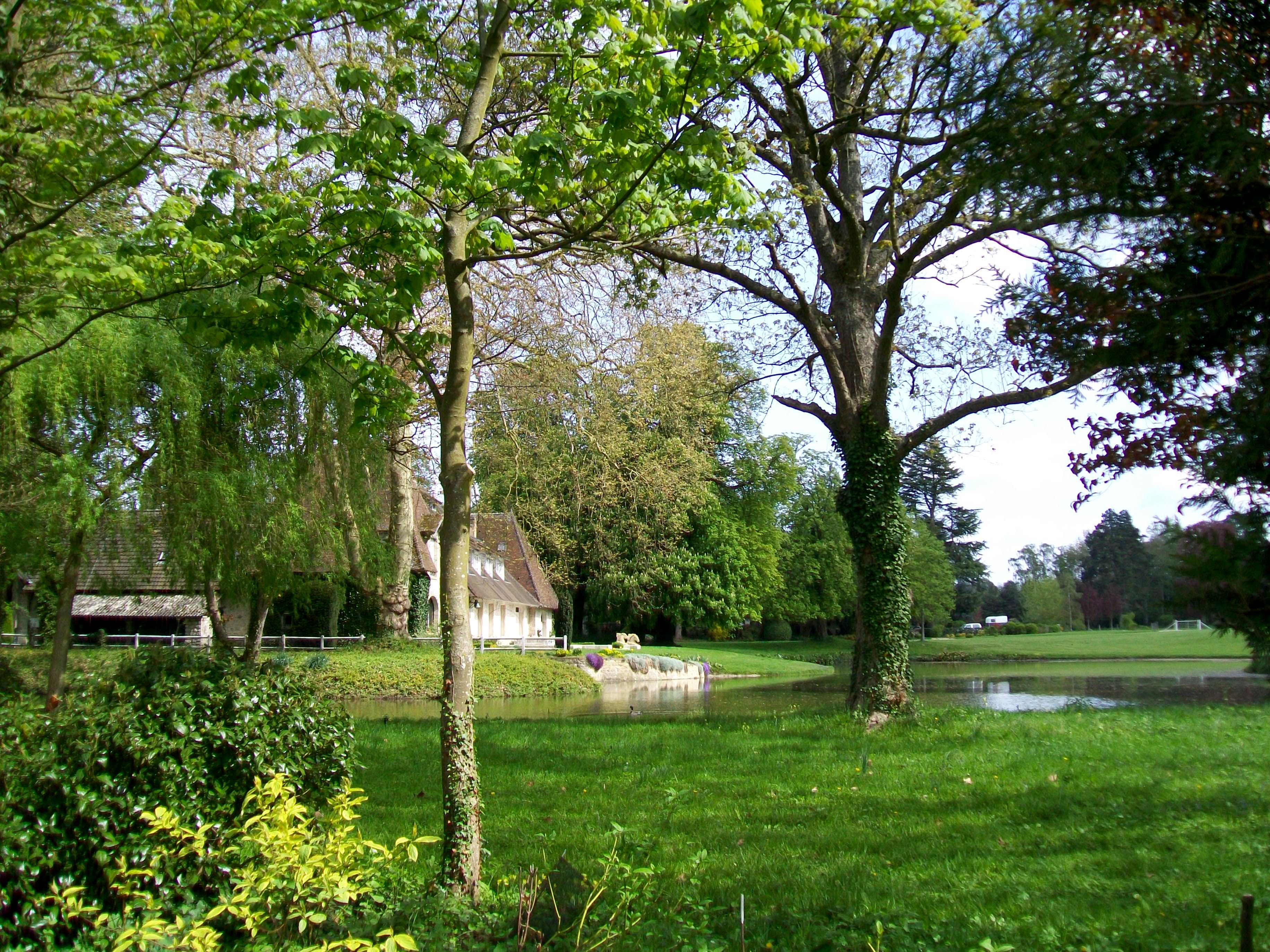
Le parc de la grande ferme, du XVIIe siècle (dessiné par André le Nôtre) et du XIXe siècle, époque de la construction du château aujourd'hui disparu.

#### Autres éléments du patrimoine
- Jardin du manoir de Droizelles : Plusieurs de ses éléments ont été retenus pour le pré-inventaire des jardins remarquables : d'une part, l'allée irrégulière et le canal du XIXe siècle[37]; et d'autre part, l'allée régulière, l'étang ainsi que la terrasse en terre-plein aménagés sous la direction de Le Nôtre au XVIIe siècle[38]. Ce jardin ne se visite pas.
- Église Saint-Déodat de Droizelles : L'église semble dater entièrement du XVIe siècle, sauf le beffroi du clocher latéral au nord du transept, qui est plus récent. Toute l'église est bâtie en moellons irréguliers de qualité médiocre, et la rareté du décor ne permet pas d'attribuer la nef avec certitude au XVIe siècle. C'est une simple salle rectangulaire sans style particulier, à laquelle est associée un transept peu saillant et un chœur à pans coupés, seul élément à présenter un certain intérêt. Les fenêtres sont en arc brisé et dotés d'un remplage flamboyant tardif. Toute l'église est voûtée d'ogives et les nervures des voûtes sont pénétrantes partout, sans chapiteaux[39].

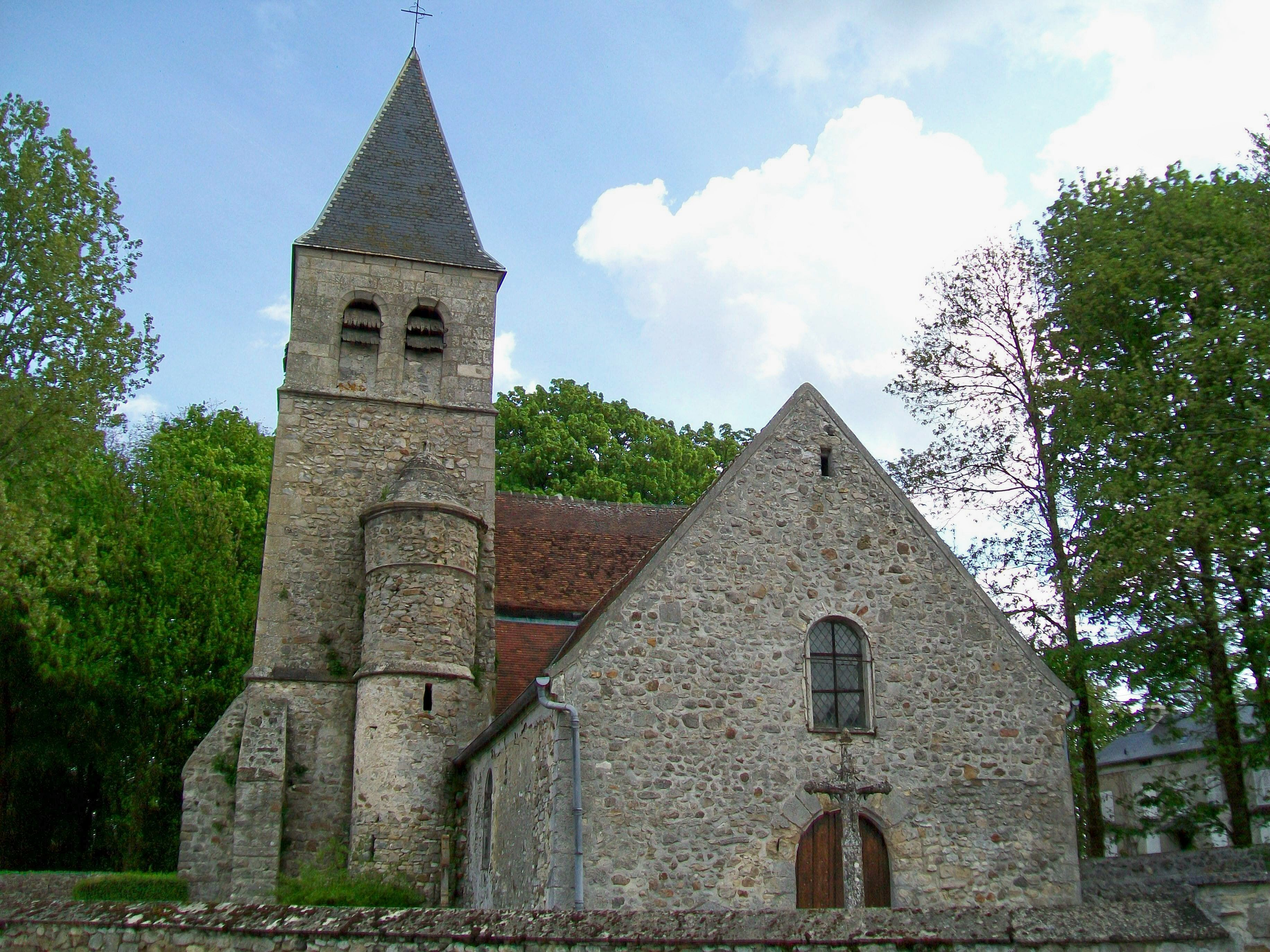
Église Saint-Déodat de Droizelles.

### Versigny au cinéma et à la télévision
Versigny a servi de décor au téléfilm d'Édouard Molinaro « Au bon beurre » de 1981.